# Бишофсхајм (Мајншпице)
Бишофсхајм (њем. Bischofsheim) општина је у њемачкој савезној држави Хесен. Једно је од 14 општинских средишта округа Грос-Герау. Према процјени из 2010. у општини је живјело 12.519 становника. Посједује регионалну шифру (AGS) 6433002.

## Географски и демографски подаци
Бишофсхајм се налази у савезној држави Хесен у округу Грос-Герау. Општина се налази на надморској висини од 86 метара. Површина општине износи 9,0 km².

## Становништво
У самом мјесту је, према процјени из 2010. године, живјело 12.519 становника. Просјечна густина становништва износи 1.388 становника/km².

## Међународна сарадња
| Мјесто        | Држава               | Врста сарадње | Од    |
| ------------- | -------------------- | ------------- | ----- |
|               | Пољска               | партнерство   | 1990. |
| Кру и Нантвич | Уједињено Краљевство | партнерство   | 1990. |
| Извор         |                      |               |       |